# End of the Road
"End of the Road" là một bài hát của nhóm ca R&B người Mỹ Boyz II Men nằm trong album nhạc phim của bộ phim năm 1992 Boomerang. Ngoài ra, bài hát còn xuất hiện trong phiên bản tái phát hành cho album phòng thu đầu tay của họ, Cooleyhighharmony (1992). Nó được phát hành như là đĩa đơn thứ hai trích từ album nhạc phim và thứ năm từ Cooleyhighharmony vào ngày 30 tháng 6 năm 1992 bởi LaFace Records cũng như Arista Records và Motown Records. "End of the Road" được đồng viết lời và sản xuất bởi Kenneth "Babyface" Edmonds, L.A. Reid và Daryl Simmons. Được sáng tác dựa trên nội dung của Boomerang và dự định sẽ do chính Babyface thể hiện, ông đã quyết định giao cho Boyz II Men sau khi nhận thấy tiềm năng thành công của bài hát nếu được thể hiện bởi nhóm. Đây là một bản R&B ballad mang nội dung đề cập đến sự hối hận của một người đàn ông sau khi ngoại tình và lời hứa sẽ bên cạnh người yêu đến cuối cuộc đời.
Sau khi phát hành, "End of the Road" nhận được những phản ứng tích cực từ các nhà phê bình âm nhạc, trong đó họ đánh giá cao chất giọng của Boyz II Men cũng như quá trình sản xuất nó. Ngoài ra, bài hát còn gặt hái nhiều giải thưởng và đề cử tại những lễ trao giải lớn, bao gồm chiến thắng hai giải Grammy cho Trình diễn song ca hoặc nhóm nhạc giọng R&B xuất sắc nhất và Bài hát R&B xuất sắc nhất tại lễ trao giải thường niên lần thứ 35. "End of the Road" cũng tiếp nhận những thành công vượt trội về mặt thương mại, đứng đầu các bảng xếp hạng ở Úc, Ireland, Hà Lan, New Zealand và Vương quốc Anh, và lọt vào top 10 ở hầu hết những quốc gia nó xuất hiện, bao gồm vươn đến top 5 ở nhiều thị trường lớn như Bỉ, Canada, Na Uy và Thụy Điển. Tại Hoa Kỳ, nó đạt vị trí số một trên bảng xếp hạng Billboard Hot 100 trong 13 tuần liên tiếp, trở thành đĩa đơn quán quân đầu tiên của nhóm và phá vỡ kỷ lục lúc bấy giờ về đĩa đơn trụ vững ở ngôi vị đầu bảng lâu nhất trong lịch sử tại đây.
Video ca nhạc cho "End of the Road" được đạo diễn bởi Lionel C. Martin, trong đó bao gồm những cảnh Boyz II Men trình diễn bài hát ở nhiều bối cảnh khác nhau, bao gồm trên đường phố và trên một bãi biển. Nó đã nhận được một đề cử tại giải Video âm nhạc của MTV năm 1993 cho Video R&B xuất sắc nhất. Để quảng bá bài hát, nhóm đã trình diễn "End of the Road" trên nhiều chương trình truyền hình và lễ trao giải lớn, bao gồm The Arsenio Hall Show, Top of the Pops, giải thưởng âm nhạc Billboard năm 1992, giải thưởng Âm nhạc Thế giới năm 1993 và giải thưởng Âm nhạc Mỹ năm 1993, cũng như trong nhiều chuyến lưu diễn của họ. Được ghi nhận là bài hát trứ danh trong sự nghiệp của Boyz II Men, nó đã được hát lại bởi nhiều nghệ sĩ, như Gladys Knight, Backstreet Boys, Westlife và JLS, cũng như xuất hiện trong những album tuyển tập của nhóm, bao gồm The Ballad Collection (2000), Legacy: The Greatest Hits Collection (2001) và 20th Century Masters – The Millennium Collection: The Best of Boyz II Men (2003).

## Danh sách bài hát
Đĩa CD tại châu Âu và Anh quốc
1. "End of the Road" (bản pop chỉnh sửa) - 3:39
2. "End of the Road" (bản radio chỉnh sửa với phần Acapella ở cuối bài hát) - 4:13
3. "End of the Road" (bản LP) - 5:50
4. "End of the Road" (bản không lời) - 5:16

Đĩa 7" tại châu Âu và Anh quốc
1. "End of the Road" (bản pop chỉnh sửa) — 3:39
2. "End of the Road" (bản không lời) — 5:16

## Xếp hạng
| Bảng xếp hạng (1992-93)                  | Vị trí cao nhất |
| ---------------------------------------- | --------------- |
| Úc (ARIA)                                | 1               |
| Áo (Ö3 Austria Top 40)                   | 19              |
| Bỉ (Ultratop 50 Flanders)                | 3               |
| Canada (RPM)                             | 3               |
| Châu Âu (European Hot 100 Singles)       | 1               |
| Pháp (SNEP)                              | 7               |
| Đức (Official German Charts)             | 6               |
| Ireland (IRMA)                           | 1               |
| Hà Lan (Dutch Top 40)                    | 1               |
| Hà Lan (Single Top 100)                  | 1               |
| New Zealand (Recorded Music NZ)          | 1               |
| Na Uy (VG-lista)                         | 3               |
| Thụy Điển (Sverigetopplistan)            | 2               |
| Thụy Sĩ (Schweizer Hitparade)            | 7               |
| Anh Quốc (OCC)                           | 1               |
| Hoa Kỳ Billboard Hot 100                 | 1               |
| Hoa Kỳ Hot R&B/Hip-Hop Songs (Billboard) | 1               |
| Hoa Kỳ Pop Airplay (Billboard)           | 1               |
| Hoa Kỳ Rhythmic (Billboard)              | 1               |

| Bảng xếp hạng (1992)                 | Vị trí |
| ------------------------------------ | ------ |
| Australia (ARIA)                     | 3      |
| Belgium (Ultratop 50 Flanders)       | 74     |
| Europe (European Top 100 Singles)    | 39     |
| Germany (Official German Charts)     | 77     |
| Netherlands (Dutch Top 40)           | 9      |
| Netherlands (Single Top 100)         | 18     |
| New Zealand (Recorded Music NZ)      | 4      |
| Norway Autumn Period (VG-lista)      | 6      |
| UK Singles (Official Charts Company) | 6      |
| US Billboard Hot 100                 | 1      |
| US Hot R&B/Hip-Hop Songs (Billboard) | 4      |
| Bảng xếp hạng (1993)                 | Vị trí |
| Germany (Official German Charts)     | 100    |
| Netherlands (Dutch Top 40)           | 196    |
| New Zealand (Recorded Music NZ)      | 38     |

| Bảng xếp hạng (1990–1999)  | Vị trí |
| -------------------------- | ------ |
| Netherlands (Dutch Top 40) | 72     |
| US Billboard Hot 100       | 6      |

| Bảng xếp hạng        | Vị trí |
| -------------------- | ------ |
| US Billboard Hot 100 | 55     |

## Chứng nhận
| Quốc gia                                                                           | Chứng nhận | Số đơn vị/doanh số chứng nhận |
| ---------------------------------------------------------------------------------- | ---------- | ----------------------------- |
| Úc (ARIA)                                                                          | Bạch kim   | 70.000^                       |
| New Zealand (RMNZ)                                                                 | Bạch kim   | 10.000*                       |
| Anh Quốc (BPI)                                                                     | Vàng       | 400.000^                      |
| Hoa Kỳ (RIAA)                                                                      | Bạch kim   | 1.000.000^                    |
| * Chứng nhận dựa theo doanh số tiêu thụ. ^ Chứng nhận dựa theo doanh số nhập hàng. |            |                               |